# Leucanella cinnamomea
Leucanella cinnamomea är en fjärilsart som beskrevs av Hoffmann 1942. Leucanella cinnamomea ingår i släktet Leucanella och familjen påfågelsspinnare. Inga underarter finns listade i Catalogue of Life.